# Andrei Andrejewitsch Tschurilow
Andrei Andrejewitsch Tschurilow (russisch Андрей Андреевич Чурилов; * 14. April 1982) ist ein russischer Biathlet.
Andrei Tschurilow erreichte seine bisherigen Erfolge alle auf Skirollern im Sommerbiathlon. Im IBU-Sommercup 2009 gewann er in Ostrow ein Verfolgungsrennen vor seinen Landsmännern Michail Kotschkin und Alexei Tschurin. Höhepunkt der Saison wurde die Teilnahme an den Sommerbiathlon-Weltmeisterschaften 2009 in Oberhof, bei der Tschurilow bei nur einem Fehler im Sprint 53. wurde und sich im Verfolgungsrennen bei fehlerfreier Schießleistung bis auf den 30. Platz verbesserte. Tschurilow startet für Dinamo Nowosibirsk.